# Trappola per sedimenti

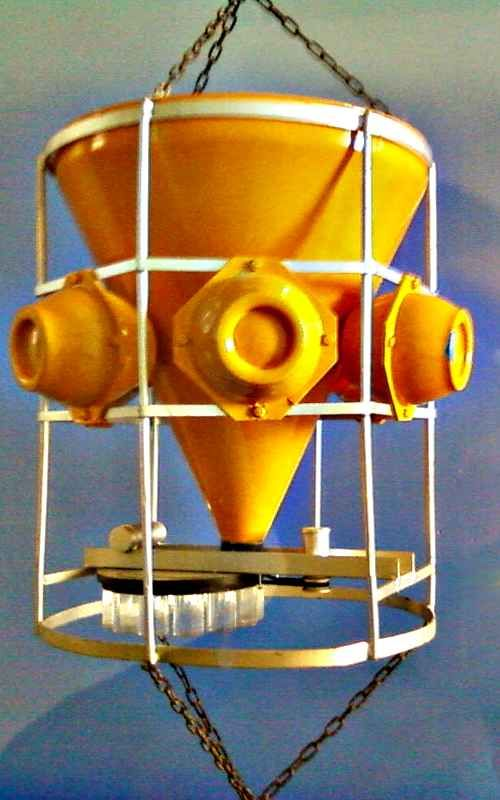
Un modello di trappola per sedimenti consistente di un grosso imbuto circondato da un anello di galleggianti di vetro ed una ruota mobile con bottiglie campione.

La trappola per sedimenti è uno strumento utilizzato in oceanografia e in limnologia per misurare la quantità di materiale organico particolato affondato all'interno di ecosistemi acquatici, solitamente oceani, laghi o bacini artificiali.

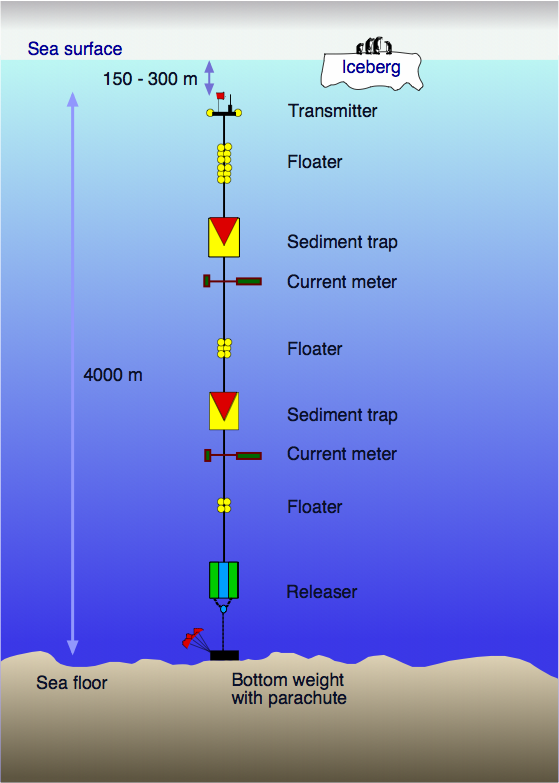
Schema del sistema utilizzato da oceanografi e biologi marini per studiare il flusso di materiali organici e misurare le correnti oceaniche.

Questi flussi di materiali sono il risultato di processi biologici ed ecologici tipici all'interno delle zone eufotiche e, per questo, sono d'interesse per gli studiosi che si occupano d'indagare il ruolo della pompa biologica nel ciclo del carbonio.
Solitamente una trappola per sedimenti consiste in una sorta d'imbuto che indirizza il materiale da prendere in esame verso un meccanismo di raccolta e conservazione che può consistere in una serie di contenitori per campionamento che vengono attraversati dal materiale al fine di consentire alla trappola di registrare i cambiamenti del flusso nel tempo, ad esempio nell'arco di un intero ciclo stagionale. Per questo motivo, le trappole operano per un periodo di tempo che può variare dalle settimane ai mesi. La conservazione del materiale raccolto si rende quindi necessaria a causa di queste lunghe tempistiche e impedisce al campione di entrare in decomposizione o di venire consumato dallo zooplancton.
Queste trappole sono, il più delle volte, ormeggiate ad una certa profondità all'interno di una colonna d'acqua, solitamente poco al di sotto della zona eufotica, in una posizione particolare. Esiste tuttavia un altro tipo di trappola, cosiddetta lagrangiana, ch'è progettata per poter andare alla deriva trasportata dalle correnti oceaniche circostanti. Il recupero di quest'ultima risulta possibile solo attraverso la geolocalizzazione tramite satellite.